# Mikulov (okres Teplice)
Mikulov (též Mikulov v Krušných horách, německy Niklasberg) je obec v okrese Teplice v Ústeckém kraji na svahu jednoho z mnoha údolí Krušných hor asi patnáct kilometrů severozápadně od Teplic, čtyři kilometry severně od města Hrob. Obec (původně horní město), ve které žije 219 obyvatel, má správní území s rozlohou 3,19 km², které je tvořeno katastrálním územím Mikulov v Krušných horách a zahrnuje mimo samotného Mikulova také osadu Vitiška a několik domů v chatové oblasti poblíž říčky Divoké Bystřice.

## Historie
První zmínky o Mikulovu se objevují počátkem 15. století, kdy se zde počalo s hledáním stříbra. Po čase se zde opravdu stříbro našlo a tím počal i rozvoj obce a později i horního města, čímž se obec přiřadila mezi ostatní hornická města v okolí, jako byl například Cínovec a Krupka.

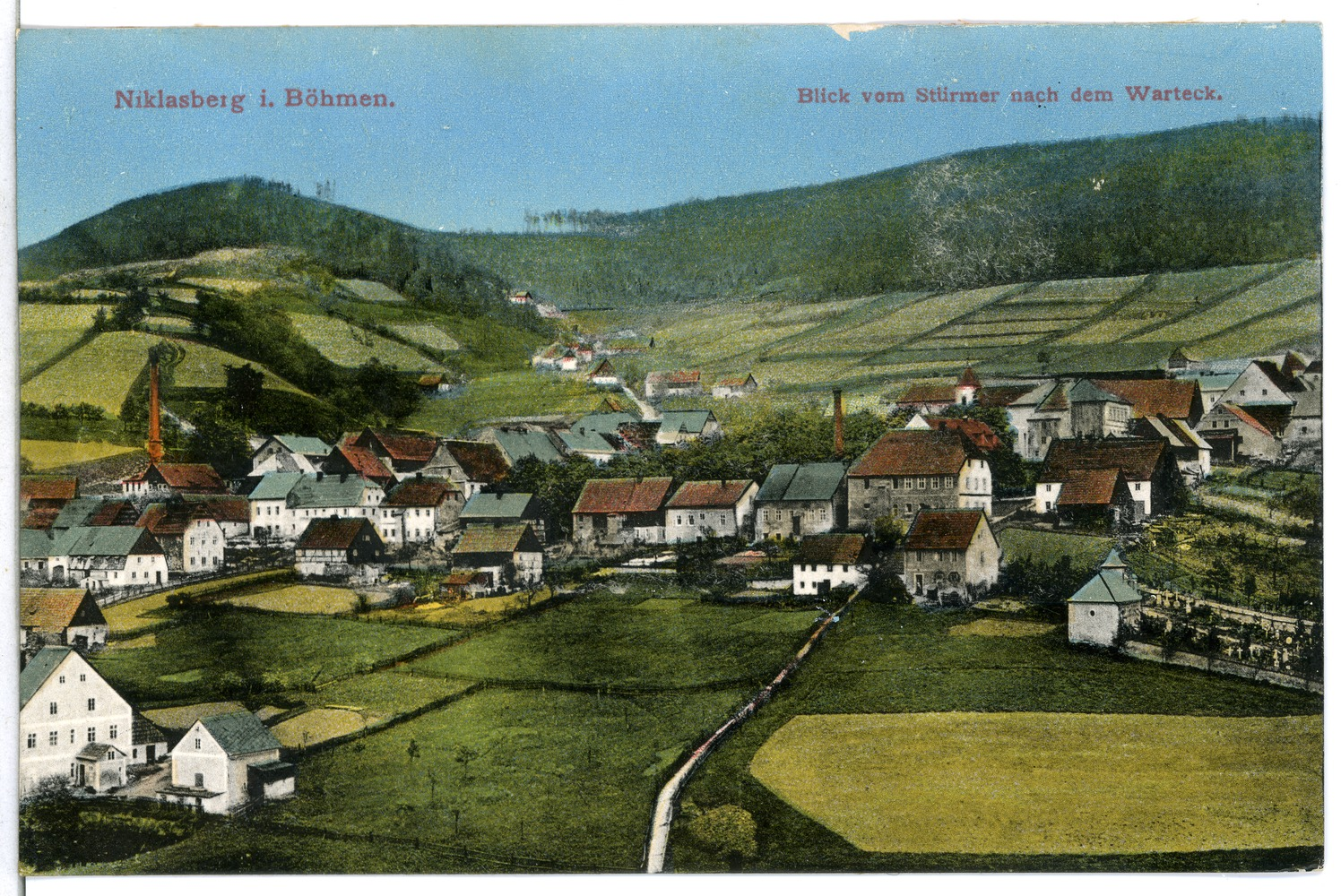
Pohled na Mikulov z Bouřňáku (pohlednice z roku 1911)

Nejstarší záznamy o počátcích těžby stříbra v jámě Všech svatých jsou z roku 1404. Kutací právo poté získal kníže Lobkovic, který v místě těžby nechal postavit první domy a osadu nazval Neuschelenberg. Teprve až za císaře Josefa II. bylo zdejší horní město přejmenováno na Sant Niklasberg. První svobodné kutací právo udělil Mikulovu císař Ferdinand I. 1. května 1543, na základě kterého byla obec na 18 let zproštěna placení poplatků. Znak a právo pořádat týdenní a výroční trhy udělil městu 6. září 1597 císař Rudolf II.
Koncem 19. století se u Mikulova krátce těžilo i černé uhlí. Malá ložiska byla objevena ve štole Lehnschafter a při stavbě železnice nad mikulovským tunelem, kde se dochovala krátká štola, kterou se zde uhlí těžilo.
V dnešní době je již hornictví historií a Mikulov přitahuje spíše jako turistické místo, hlavně v zimních měsících, kdy svahy Bouřňáku nabízí mnoho příležitostí pro milovníky zimních sportů. Ale ani v létě není Mikulov ničím pozadu, svědčí o tom i rozsah chatové oblasti a množství ubytovacích možností. Vzhledem k náročné horské poloze je Mikulov vyhledáván i pěšími turisty a vyznavači horských kol, pro které jsou rájem hustě zalesněné svahy Krušných hor a množství lesních cest. Většina turistických tras je již propojena s nedalekým Německem.

## Přírodní poměry
V minulosti ze staré štoly u Mikulova, ve které se těžil arsenopyrit, vytékal minerální pramen se zvýšeným obsahem arsenu (0,74 mg·l−1).

## Obyvatelstvo
|           | 1869 | 1880 | 1890 | 1900 | 1910 | 1921 | 1930 | 1950 | 1961 | 1970 | 1980 | 1991 | 2001 | 2011 |
| --------- | ---- | ---- | ---- | ---- | ---- | ---- | ---- | ---- | ---- | ---- | ---- | ---- | ---- | ---- |
| Obyvatelé | 531  | 564  | 576  | 606  | 664  | 612  | 739  | 271  | 220  | 186  | 136  | 143  | 150  | 218  |
| Domy      | 100  | 104  | 110  | 109  | 110  | 110  | 115  | 109  | 56   | 54   | 41   | 39   | 52   | 71   |

## Doprava

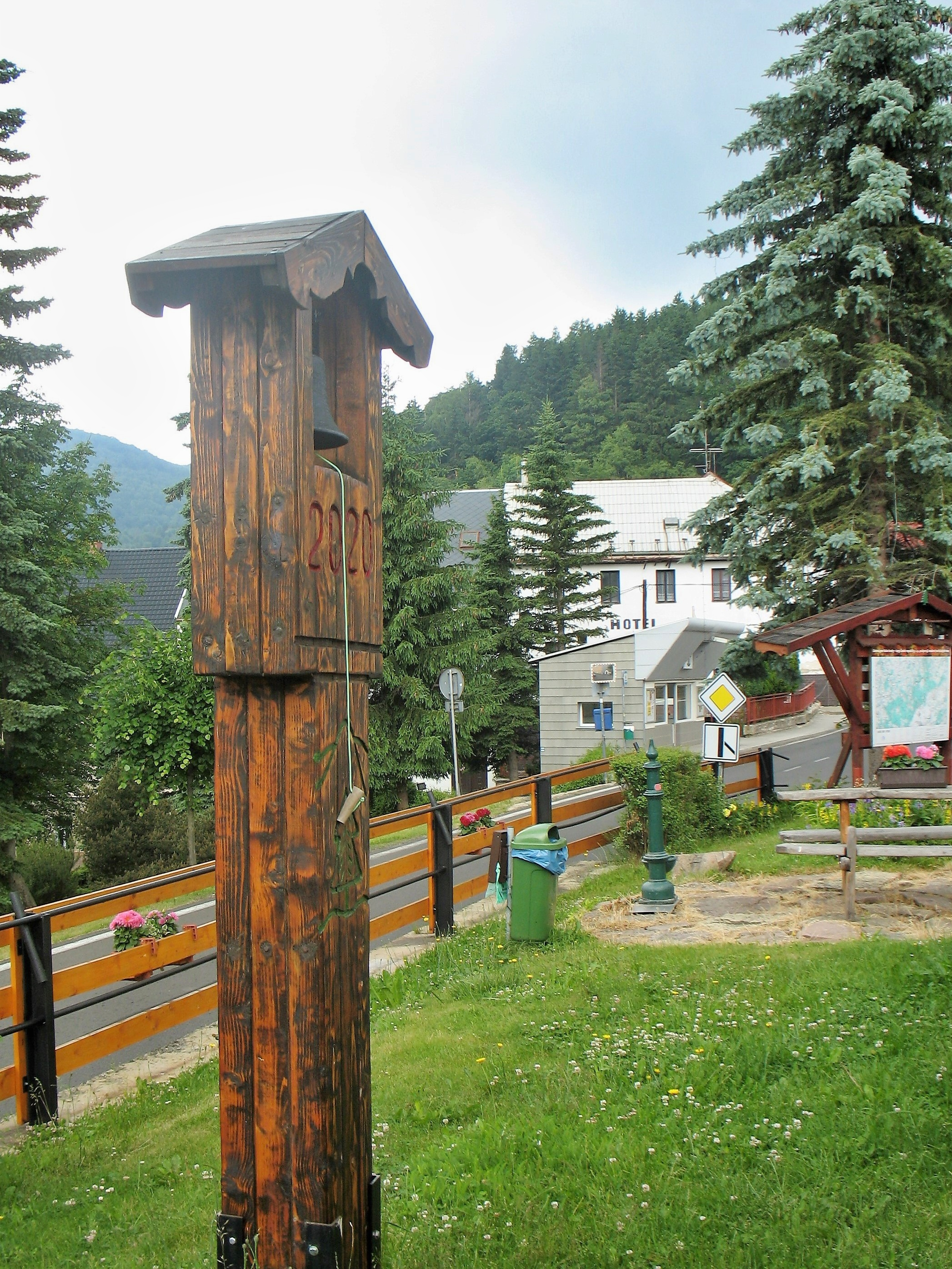
Zvonička z roku 2020 poblíž autobusové zastávky

Spojení s okolím zajišťuje po železnici Moldavská horská dráha, jejíž zastávka Mikulov v Krušných horách je vysoko nad vesnicí v nadmořské výšce 723 metrů. Na území Mikulova tato železniční trať překonává horské hřbítky dvěma tunely a jedním viaduktem, který se klene přes údolí potoka Bouřlivce. Denní autobusové spojení zajišťuje linka Teplice – Košťany – Hrob – Moldava.

## Pamětihodnosti
- Kostel sv. Mikuláše, postavený roku 1770 na místě starší stavby,[11] stojí na návsi v obci nad průjezdní silnicí. V průčelní severní věži se nachází zvon Karel z roku 1919 od Richarda Herolda. Původní dva zvony od Gabriela Hilgera z roku 1630 a zvon od Františka Pitschmanna z roku 1806 byly zrekvírovány za první světové války.[12] Ve věži je též zavěšen zajímavý zvonovinový cymbál, rozeznívaný hodinovým strojem. Je značně otlučený, neboť byl prý dlouho uložen někde na půdě. Má průměr 30 cm, kolem krku pás ze stojících akantů, jinak bez ozdob.
- Kaple s věžičkou, postavená v 19. století, stojí v horní části hřbitova. Dnes je prázdná, věžička bez zvonu.
- Štola Lehnschafter – původně dvanáctipatrový a 250 m hluboký důl na stříbrnou rudu se čtyřmi prohlídkovými trasami
- Tříkrálová štola ze 16. století (nepřístupná)[13]
- Štola Milá paní
- Moldavská horská dráha, jejíž úsek Louka u Litvínova – Moldava je chráněn jako kulturní památka
- Železniční viadukt z 80. let 19. století na trati mezi zastávkami Mikulov v Krušných horách a Mikulov-Nové Město

## Známé osobnosti
- Salesius Krügner (1781–1842), rodák, opat v Oseku
- Antonín Voříšek (1905–1989), kazatel

## Galerie

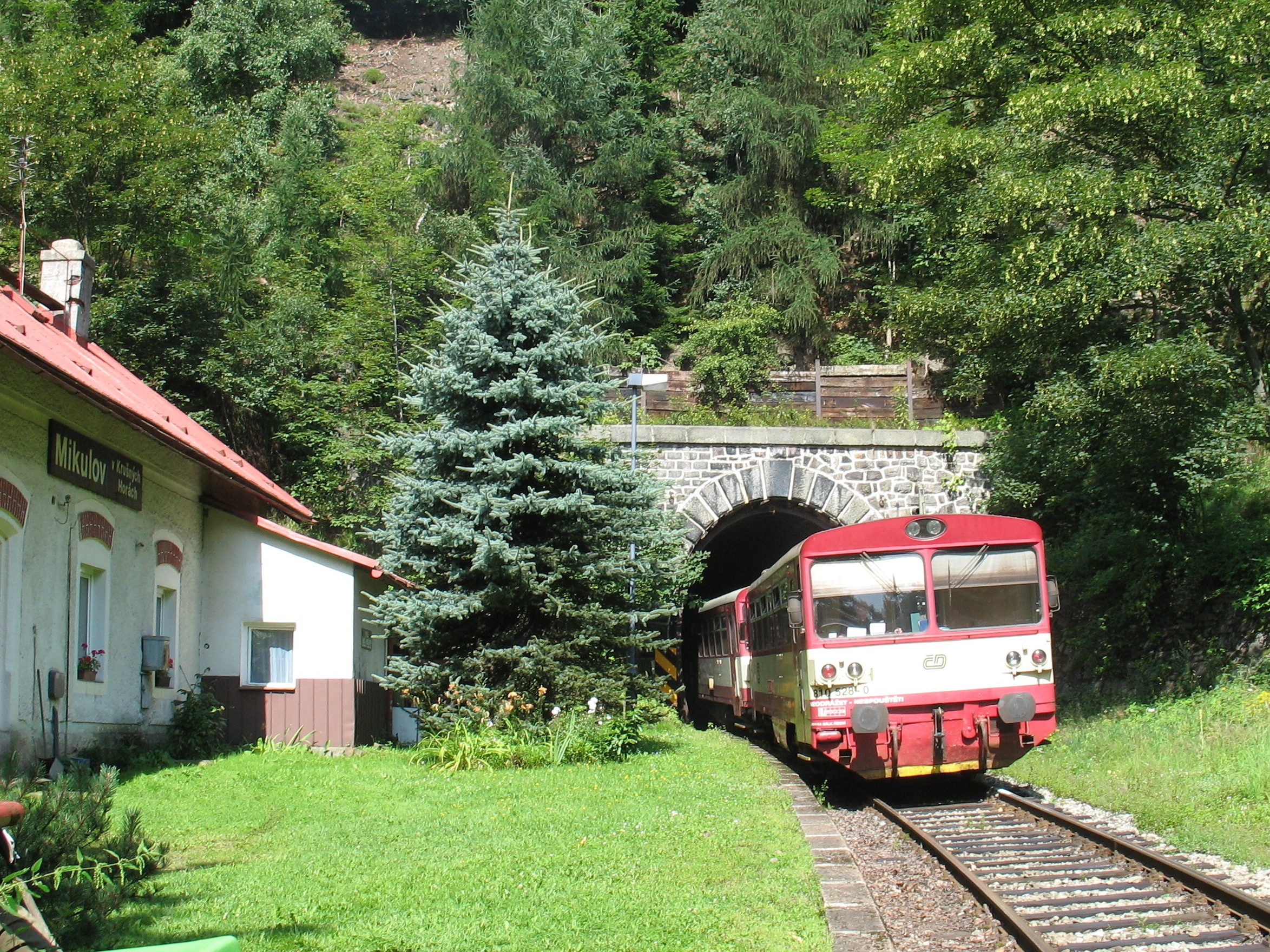
Železniční zastávka Mikulov v Krušných horách
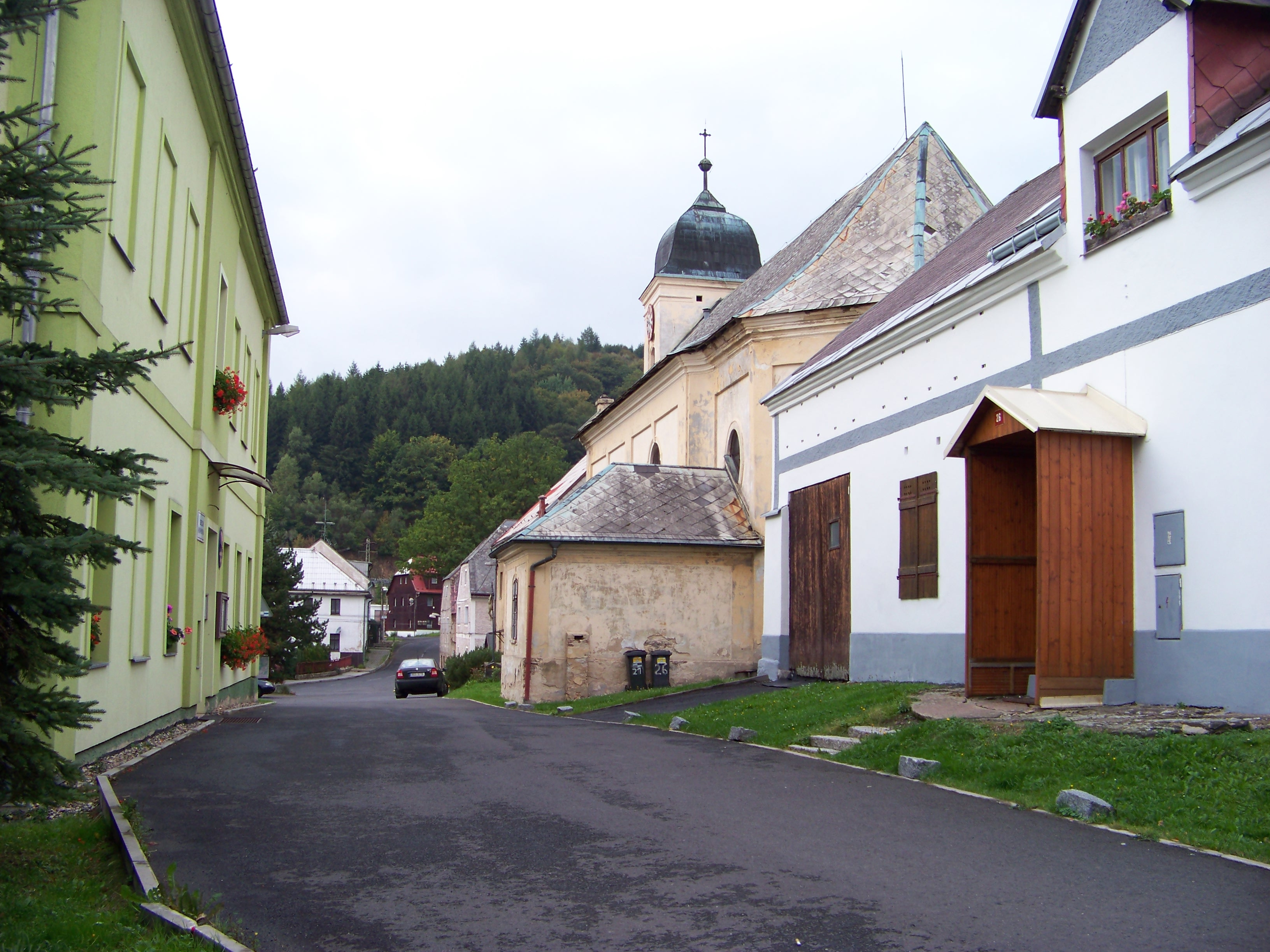
Domy a kostel sv. Mikuláše u Tržního náměstí
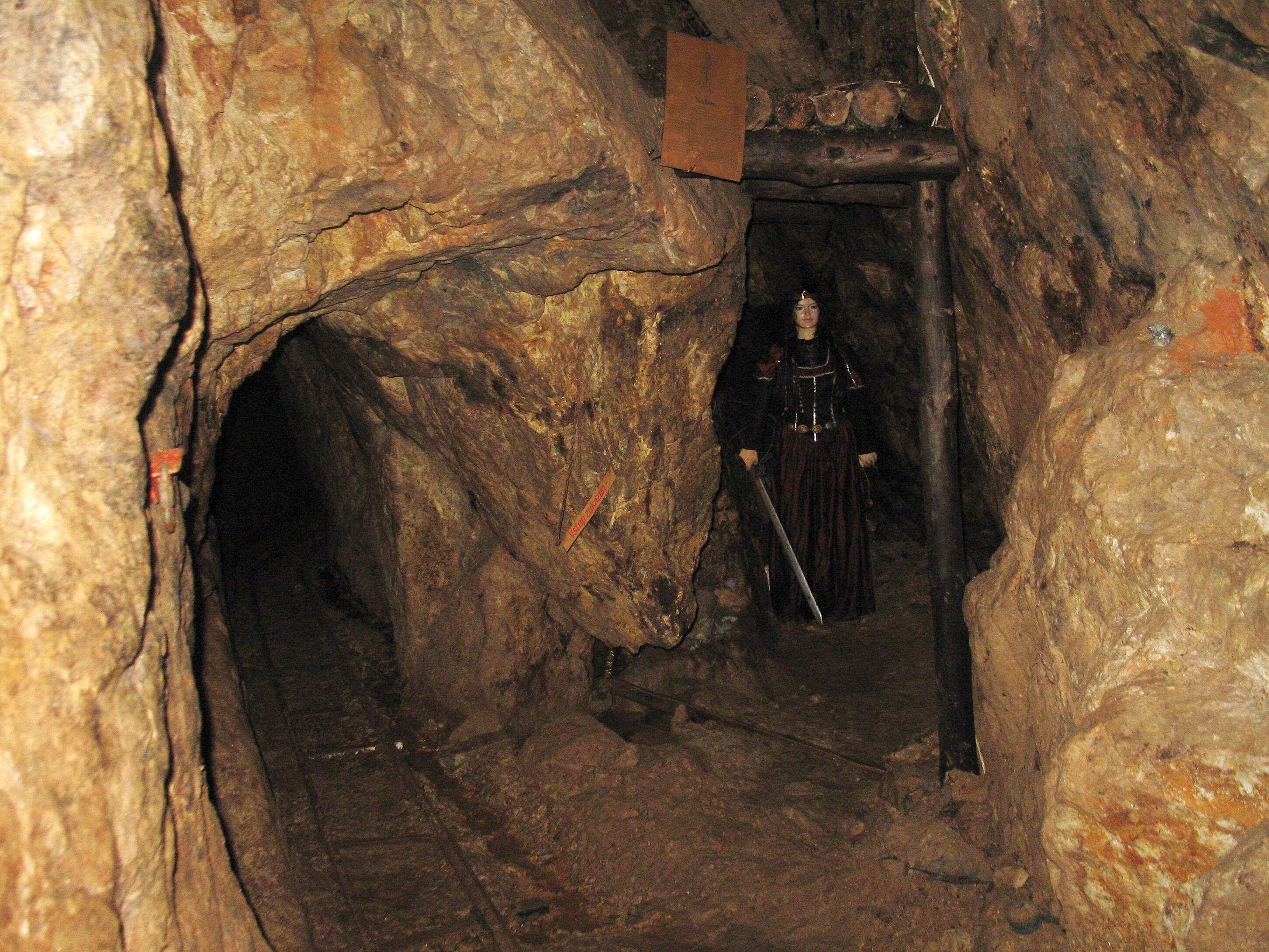
Podzemí středověké štoly Lehnschafter
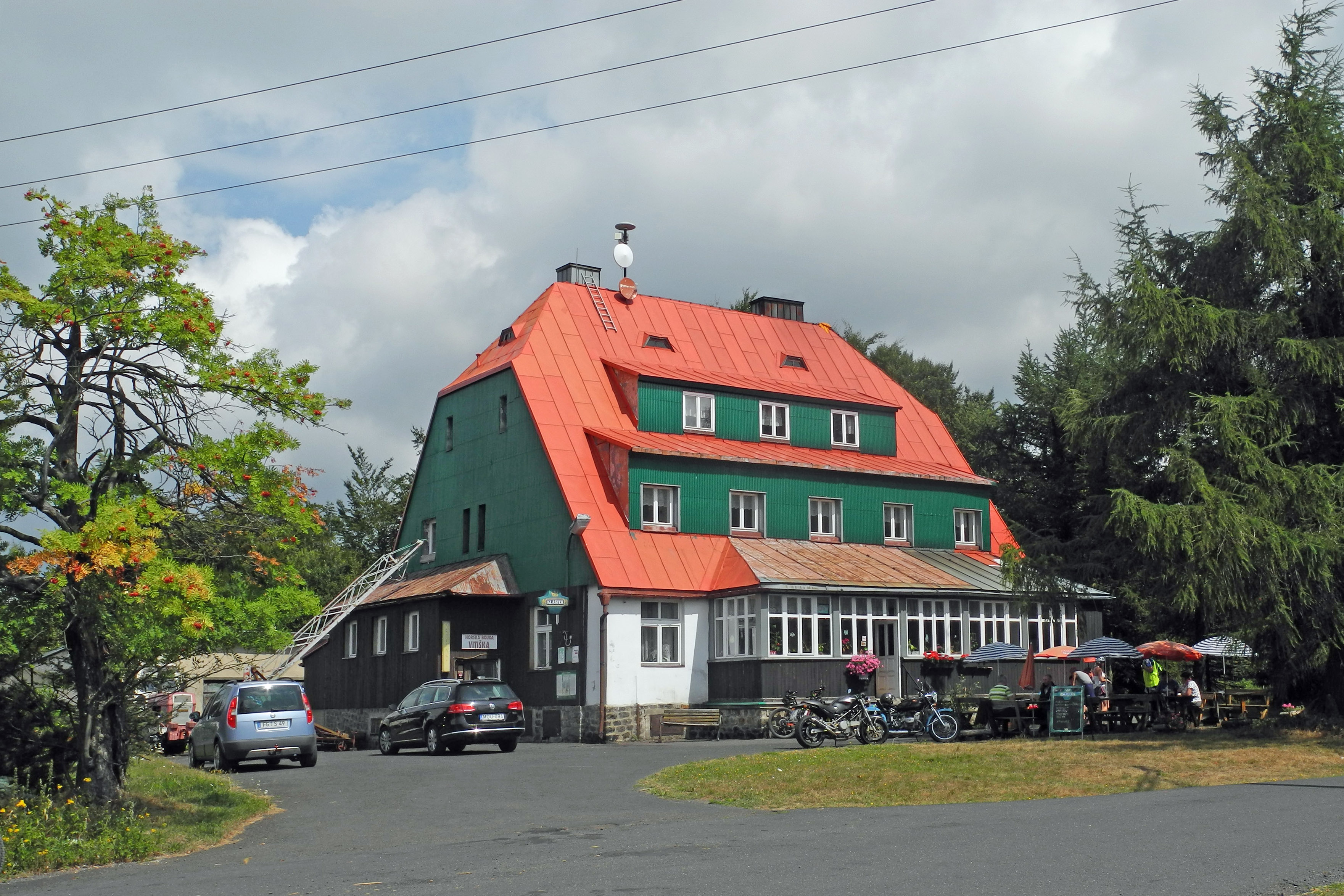
Horská chata Vitiška
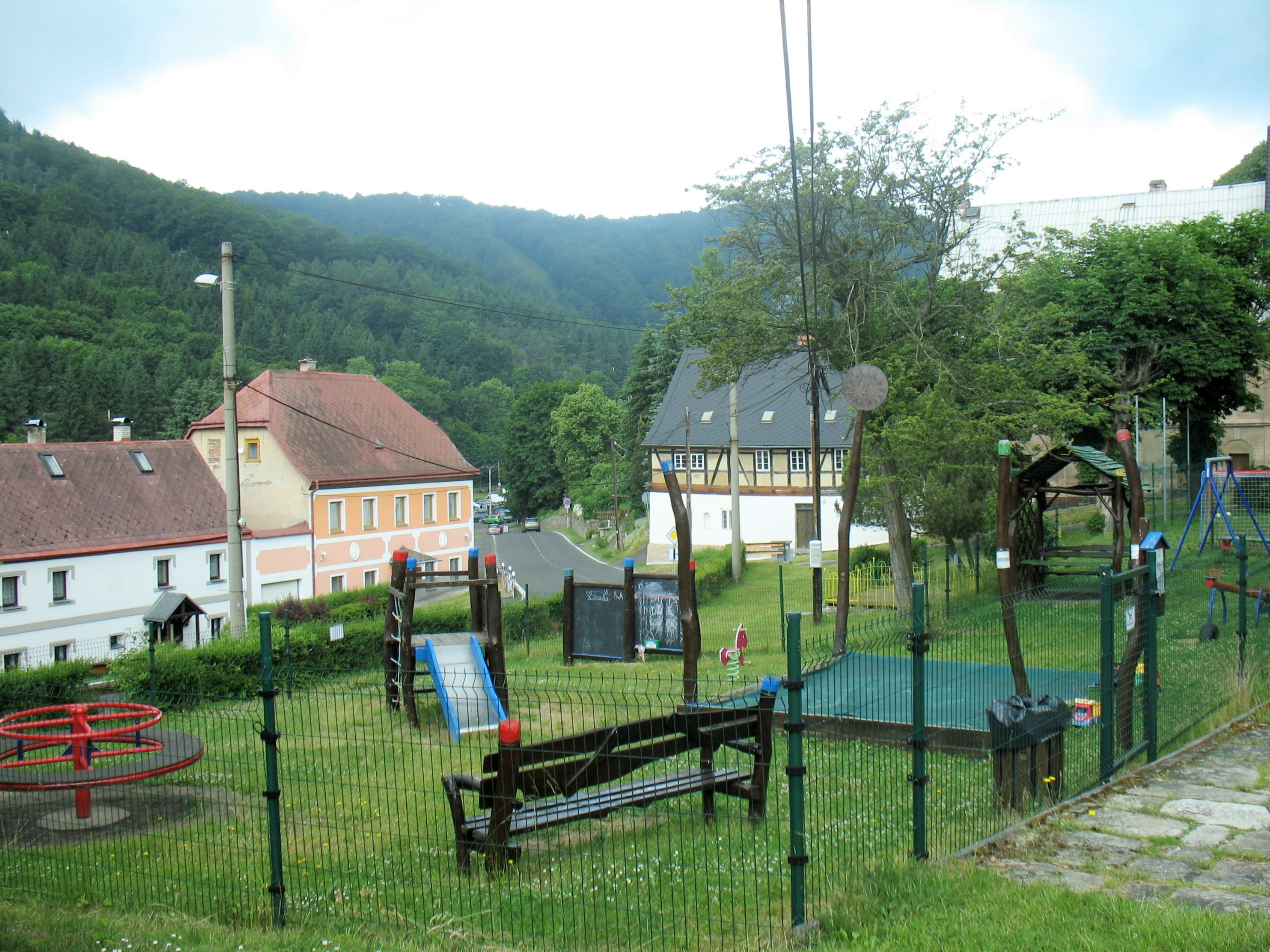
Hřiště v centru města
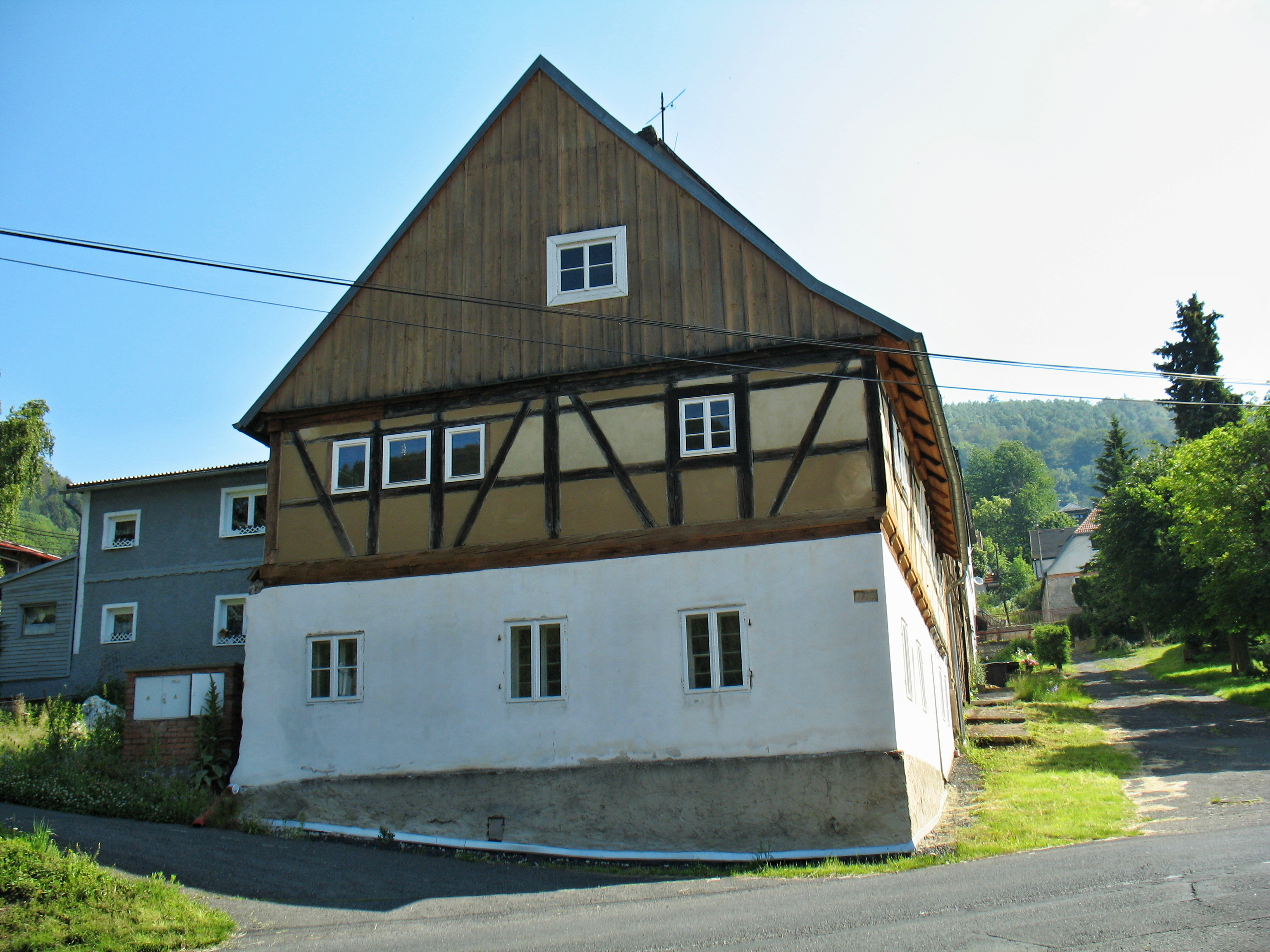
Památkově chráněný hrázděný dům čp. 43